# Michel Aschenbrenner
Michel Aschenbrenner (* 7. November 1999 in Erfurt) ist ein ehemaliger deutscher Radrennfahrer.

## Sportlicher Werdegang
2009 begann Michel Aschenbrenner beim SV Sömmerda mit dem Radsport. Er besuchte das Pierre-de-Coubertin-Gymnasium, eine Sportschule, in Erfurt. 2017 wurde er deutscher Junioren-Meister in der Mannschaftsverfolgung auf der Bahn. 2019 erhielt er einen Vertrag beim UCI Continental Team P&S Metalltechnik. Im Jahr darauf gewann er eine Etappe der Course de la Solidarité Olympique und 2021 eine Etappe der Tour of Bulgaria.
Zum Ende der Saison 2022 beendete Aschenbrenner seine sportliche Karriere. Im Oktober 2023 berichtete er im MDR, dass eine depressive Erkrankung der Grund für seinen Rückzug aus dem Leistungssport sei.

## Erfolge

### Straße
2020
- eine Etappe Course de la Solidarité Olympique

2021
- Nachwuchswertung In the footsteps of the Romans
- eine Etappe Tour of Bulgaria

### Bahn
2017
- Deutscher Junioren-Meister – Mannschaftsverfolgung (mit Johannes Banzer, Max Gehrmann und Jannis Peter)